# شاهزاده فریدریش کارل پروس (۱۹۱۷–۱۸۹۳)
شاهزاده فریدریش کارل پروس (آلمانی: Prince Friedrich Karl of Prussia؛ ۶ آوریل ۱۸۹۳ – ۶ آوریل ۱۹۱۷) سوارکار پرش اهل امپراتوری آلمان بود.